# Scherzo for orkester
Scherzo for orkester is een compositie van Agathe Backer. Het is een van haar eerste werken. Backer-Grøndahl zou later bekend worden vanwege haar liederen en pianowerken. Maar voordat zij daar aan begon, kwamen er werken voor symfonieorkest van haar hand. Ze was toen voornamelijk concertpianiste. Het was alleen jammer dat Noorwegen nog geen echt orkest had. Het enige orkest dat een beetje aan de verwachting kon voldoen was het orkest van het Christiania Theater.
Het werk is gedateerd op 23 april 1869 en is vervolgens in 1906 opgedragen aan haar zoon Fridtjof Backer-Grøndahl. Het werd pas in 2011 officieel uitgegeven. Er zijn naast het origineel ook bewerkingen voor één dan wel twee piano’s in manuscriptvorm achtergebleven.
Een eerste uitvoering is bekend op 2 april 1870 onder leiding van Otto Winter-Hjelm, orkest van dienst was het eerdergenoemde theaterorkest.
Backer-Grondahl schreef haar "Scherzo" voor een klein orkest:
- 2 dwarsfluiten, 2 hobo’s, 2 klarinetten, 2 fagotten,
- 4 hoorns
- violen, altviolen, celli, contrabas.